# Oerengoj
Oerengoj (Russisch: Уренгой, Oerengoj) is een nederzetting met stedelijk karakter in het Russische autonome district Jamalië aan de rivier de Poer. Doordat later de stad Novy Oerengoj (Nieuw-Oerengoj) werd gesticht, die tien keer zo groot is, wordt de plaats ook wel Stary Oerengoj (Oud-Oerengoj) genoemd. De plaats heeft haar eigen vliegveld.
Oerengoj werd gesticht in 1966 door geologen die het gasveld Oerengoj (het op een na grootste ter wereld) openden voor exploitatie. De naam is ofwel de Russische omzetting van het Nenetsische Vyrangoj, hetgeen zoiets betekent als 'galmende hoogte' (Russisch: Звучащая возвышенность) of 'afgelegen' of 'dicht' Op 5 mei 1969 woonden er 1092 personen. De plaats groeide gestaag door en kreeg steeds meer functies, zoals een dorpssovjet (поссовет), een ziekenhuis en een club (café). In 1979 kreeg Oerengoj de status van nederzetting met stedelijk karakter. Tot 1985 bleef de plaats groeien, daarna stagneerde de groei.